# Línea M-130 (Campo de Gibraltar)
La Línea M-130 es una ruta de transporte público en autobús del Consorcio de Transporte Metropolitano del Campo de Gibraltar. Une Algeciras y San Roque. El servicio tiene una frecuencia de una hora y es ofrecido por minibuses.
Su recorrido es idéntico al de la M-120 entre Algeciras y Miraflores, pasando por Palmones, Guadacorte y Taraguilla. A diferencia de la M-120, los autobuses de esta línea ofrecen un mejor servicio a San Roque, al entrar en el núcleo urbano, con parada terminal en la Alameda de Alfonso XI desde la cual se puede transbordar a las líneas del Valle del Guadiaro y Estepona.